# Ward Hermans

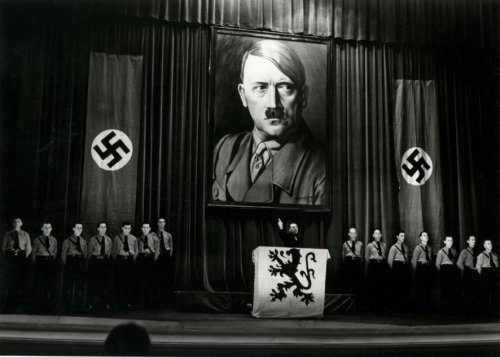
Ward Hermans en 1941

Ward Hermans, né le 6 février 1897 à Turnhout et mort à Deurne, le 23 novembre 1992, était un politicien nationaliste flamand et un écrivain. Collaborationniste, il fut l'un des fondateurs de l'Algemeene-SS Vlaanderen.

## Éléments biographiques
Ward Hermans sert tout d'abord comme volontaire au sein de l'armée belge durant la Première Guerre mondiale. Sensibilisé par le frontisme qui sera le ferment de son flamingantisme, il est muté dans l'Orne en Normandie. Après la guerre, il est membre du VOS - Vlaamse Vredesvereniging (nl) et s'implique au sein du parti nationaliste du Frontpartij. Il représenta ce parti au parlement belge de 1929 à 1932. Il quitte le Frontpartij en 1933 et rejoint le Verdinaso de Joris Van Severen et s'illustrera rapidement par ses pamphlets pro-nazis dans des journaux comme de Schelde, Volk en Staat et Strijd. L'année suivante, n'acceptant pas les nouvelles orientations du parti, il se querelle avec Joris Van Severen et quitte le groupe pour rejoindre les rangs du Vlaams Nationaal Verbond (VNV). Il est chef d'arrondissment du VNV de 1935 à 1940. En 1939, il représente le VNV à la Chambre des représentants de Belgique. Il se radicalise alors par son antisémitisme et se fédère au National-socialisme.
En 1940, il figure sur les listes de la Sûreté de l'État belge et est arrêté puis déporté vers la France où il est interné camp du Vernet pour les ressortissants étrangers indésirables.
De retour en Belgique et en raison de son inclination en faveur du nazisme, Ward Hermans devient un collaborateur enthousiaste. Il fondera ainsi avec René Lagrou l'Algemeene-SS Vlaanderen, branche flamande de l'Allgemeine SS, en 1940. Il renonce à ses engagements au sein du VNV en octobre 1940 pour se concentrer entièrement à cette nouvelle préoccupation. Il crée le journal du mouvement, SS-Man. Dans les dernières années de la guerre, Hermans se rend en Allemagne nazie où il enregistre des émissions radiophoniques de propagande à Brême.

## Condamnation
En 1946, Ward Hermans fut condamné à mort par contumace par la cour martiale de Malines, il ne sera arrêté que plus tard, en Allemagne, en novembre 1946. Il fut extradé en Belgique où sa sentence, à la suite de son appel, fut commuée en détention à perpétuité assortie d'une amende de 10 millions de francs belges en dommages-intérêts, le 9 juillet 1947. Cette sentence fut confirmée par l'auditorat militaire en 1949. Il fut toutefois libéré en 1955 notamment à la suite d'une intervention de Camille Huysmans. Par la suite, il se tiendra à l'écart de la vie politique, à l'exception d'une période au sein du Vlaamse Militanten Orde dans les années 1970.

## Publications
- Gedichten van Liefde en Strijd, 1919
- Liederen bij nacht en bij dageraad, 1921
- De geestelijke zwerftocht, 1922
- Het treurspel voor recht en beschaving, 1923
- Een woord aan de R.C. Vlaamsche Nationalisten met "Een open brief" aan zijn E. Cardinaal Mercier, 1924
- Het bevolkingsvraagstuk in België, 1926
- De deemstering der Europeesche beschaving, 1928
- De Europeesche oriënteering van het Vlaamsche Nationalisme, 1928
- Het Fransch-Belgisch geheim akkoord. Verweerschrift, 1929
- Belgien vor dem Weltgericht, 1929
- Wat is en wat wil het Vlaamsch nationalisme, 1931
- Federaal Statuut en Groot- Nederland, 1931
- De crisis in het Vlaamsch Nationalisme, 1933
- Jodendom, marxisme en wereldheerschappij, 1933
- Het zwartboek van de Belgische oorlogsgruwelen 1914-1918, 1934
- Het Boek der Stoute Waarheden. West-Europeesche perspectieven, 1935
- Jodendom en communisme zonder masker. Nog stoute waarheden, 1936
- Van Eger tot Jasina. 100 dagen in Tsjecho-Slowakije, 1938
- Le Vernet d'Ariège. Van het Belgisch Parlement naar het Fransch concentratiekamp, 1940
- Deutsch flämische, Vlaamsch-Duitsche Harmonie, 1943
- Liederen voor mijn volk, 1944
- Jan van Gent. Roman uit het leven van een Vlaamse familie rond twee wereldoorlogen, 1962
- Poëzie achter tralies, 1964
- Het land van Onan Cyclopië, 1964
- Socratische gesprekken. De ondergang van het Westers burgerdom, 1964
- Waarom het echt onmogelijk was, 1971